# Иоанн I (король Кипра)
Жан (Иоанн) I де Лузиньян (фр. Jean I de Lusignan; ок. 1266 — 20 мая 1285) — король Иерусалима и Кипра с 1284 года из дома Лузиньянов, старший сын Гуго III, короля Кипра, и Изабеллы Ибелин.

## Биография
Жан наследовал своему отцу в конце марта 1284 года. 11 мая он был коронован в соборе Святой Софии в Никосии. Также он принял титул короля Иерусалима, однако реально большая часть Иерусалимского королевства находилась в руках Карла I Анжуйского, кроме Тира и Бейрута. Болезненный от рождения, он умер уже через год, 20 мая 1285 года, не успев прекратить смут ни на острове, ни в Иерусалимском королевстве. По мнению некоторых авторов он был отравлен своим братом. Поскольку Жан не был женат и детей у него не было, ему наследовал брат Генрих II.